# Sidi Khellil
Sidi Khellil (în arabă سيدي خليل) este o comună din provincia El Oued, Algeria.
Populația comunei este de 6.547 de locuitori (2008).